# Drosophila carlosvilelai
Drosophila carlosvilelai är en tvåvingeart som beskrevs av Ana I. Vela och José Albertino Rafael 2001. Drosophila carlosvilelai ingår i släktet Drosophila och familjen daggflugor.
Artens utbredningsområde är Ecuador.